# شالوش رگالیم
شالوش رگالیم (به عبری: שלוש רגלים) یا اعیاد سه‌گانه سه جشن مهم و عمده در یهودیت هستند و شامل جشن پِسَح٬ جشن شاووعُوت و جشن سوکوت می‌گردد.
جشن پسح در پانزدهم ماه نیسان و به مناسبت خروج بنی اسرائیل از مصر٬ جشن شاووعوت در ششم ماه سیوان و به مناسبت دریافت ده فرمان اساسی تورا در کوه سینای و جشن سوکوت در پانزدهم ماه تیشری به مناسبت چهل سال زندگی بنی اسرائیل در بیابان برگزار می‌گردد. امروزه این مناسبتها به‌صورت تعطیلات مذهبی، اجرای مراسم ویژه و خواندن نمازها یا تفیلا با متن ویژه این عیدها برگزار می‌شوند. دو روز اول و آخر هر عید، تعطیل مذهبی بوده و هر گونه عزاداری و تعنیت یا روزه در آن ممنوع است.